# Jeffrey Archer
Jeffrey Howard Archer, baron Archer af Weston-super-Mare (født 15. april 1940) er en engelsk forfatter og tidligere politiker. Hans spændingsromaner har solgt mere end 250 millioner eksemplarer over.
Før han blev forfatter var Archer medlem af Underhuset i Storbritannien for det Det Konservative Parti (1969-1974) i Underhuset. En økonomisk skandale i form af en fejlslagen aktiespekulation medførte dog, at han ikke genopstillede.
Senere fik Archer betydelige indtægter fra sin forfattervirksomhed, og han blev herefter næstformand for det Konservative Parti (1985–1986), men han måtte imidlertid atter gå af som følge af en skandale, hvor en avis skrev, at han, der var gift og havde to børn, havde været på hotel med en prostitueret. Sagen udviklede sig, da han sagsøgte avisen for injurier og i den forbindelse benyttede sig alibier fra flere sider.
Trods skandalen blev han adlet og dermed life peer, dvs. livstidsmedlem af Overhuset i 1992. Archers politiske karriere i partiet blev afsluttet med en dom for mened, der udsprang af injuriesagen fra 1987, og han måtte afsone et fængselsophold i 2001-03 som følge heraf. Han sidder dog fortsat i Overhuset, nu som partiuafhængigt medlem.